# Сухий міст (Тбілісі)
Сухий міст (груз. მშრალი ხიდი) — автомобільно-пішохідний міст у Тбілісі над колишнім рукавом Кури, нині засипаним і перетвореним на частину вулиці Звіада Гамсахурдіа. Разом з Саарбрюкенським мостом є частиною мостової споруди через Куру і прилеглі вулиці, що веде з району Мтацмінда (на міст виходить вулиця Хіді) в район Чугуреті, до Саарбрюкенської площі.
Поруч з мостом розташований однойменний блошиний ринок. Пам'ятка Тбілісі.

## Назва
Спочатку міст називався Малим Михайлівським (оскільки був продовженням Великого Михайлівського мосту) або Воронцовським (за іменем кавказького намісника М. С. Воронцова). На початку XX століття носив назву Миколаївського.
За радянських часів називався Малим мостом Карла Маркса. 1933 року протоку річки під мостом осушено і по колишньому руслу прокладено вулицю, після чого міст стали називати Сухим.

## Історія
Побудований у 1848—1851 роках за проєктом італійського архітектора Дж. Скудьєрі. Малий міст вів на «Мадатовський острів» (острів спочатку був власністю князів Орбеліані, в яких у середині XIX століття цей острів на річці купив князь, генерал-лейтенант російської армії, герой війни 1812 року і війни на Кавказі Валеріан Григорович Мадатов, відтоді тбілісці називали його «Мадатовським островом», а Малий міст — «Мадатовським мостом»). Цей міст був продовженням Великого Михайлівського моста через Куру. 25 лютого 1883 року мостом пройшов перший у місті маршрут конки.

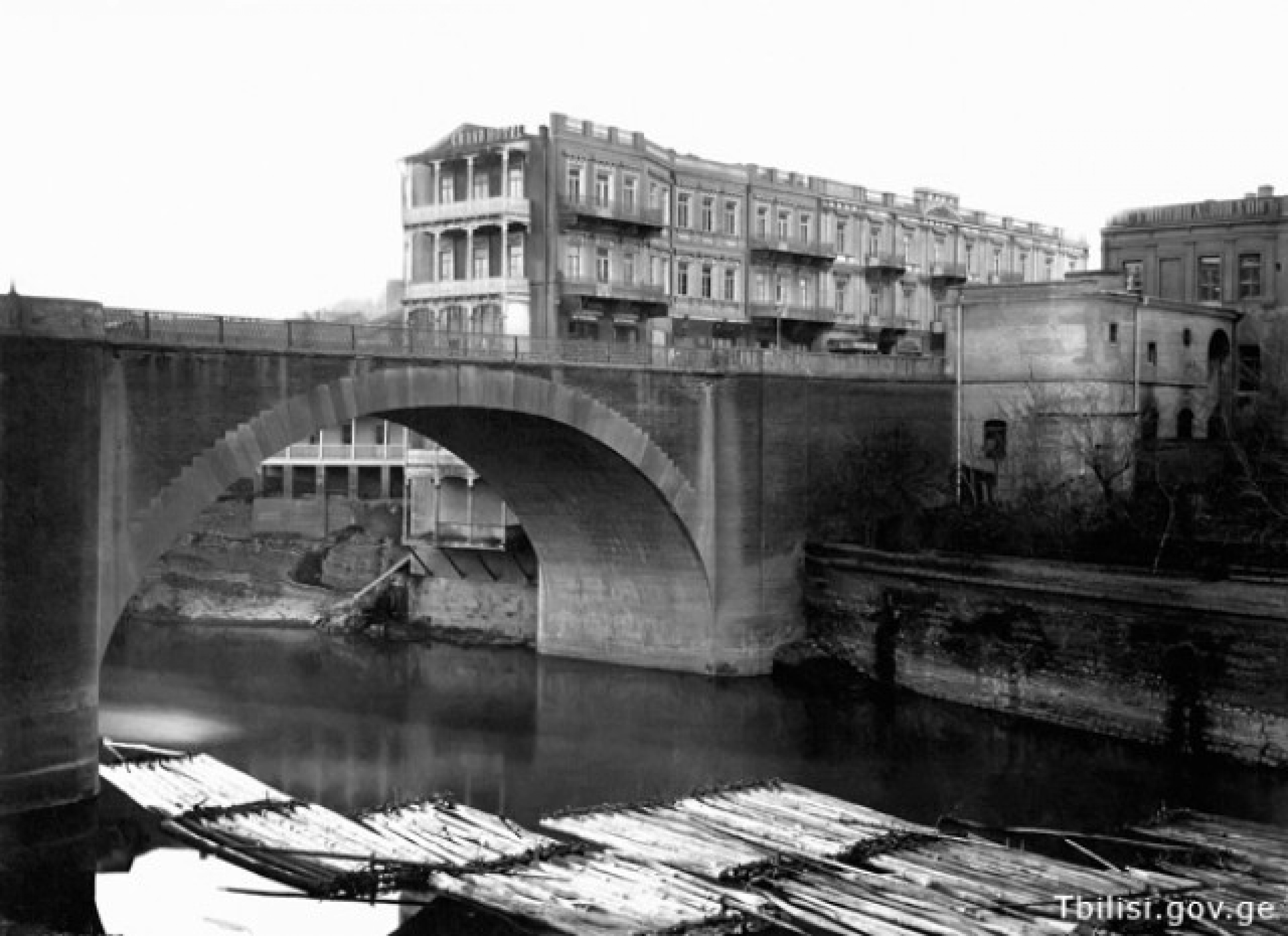
Міст до осушення рукава Кури під ним (кінець XIX — початок XX ст.)

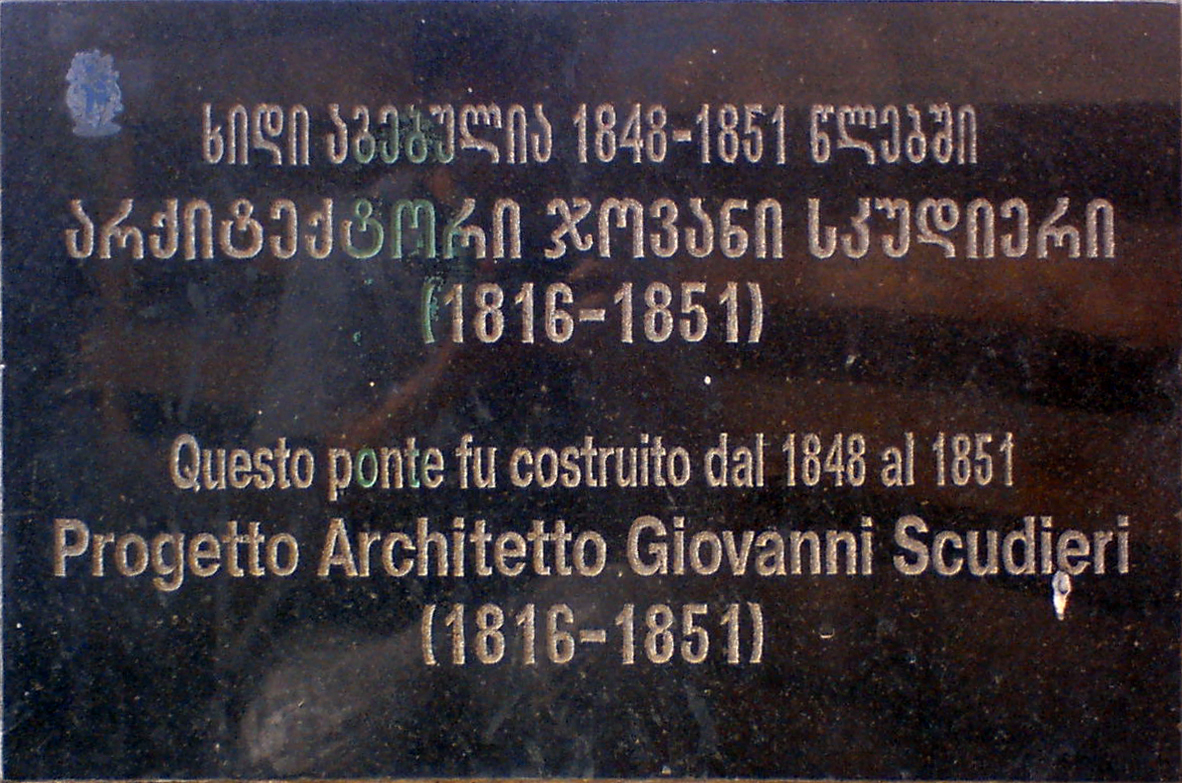

1933 року рукав річки під мостом осушено і по колишньому руслу прокладено вулицю. 1962 року міст капітально відремонтовано за проєктом інженера Г. Карцивадзе й архітекторів Ш. Д. Кавлашвілі, В. К. Куртішвілі і Г. В. Мелкадзе. В кінці 1980-х — на початку 1990-х біля моста виник блошиний ринок.

## Конструкція
Міст однопрогоновий арковий. Прогін перекрито 32-метровим коробовим склепінням (безшарнірна арка). Тротуари винесено на сталеві консолі. Міст побудовано з плоскої грузинської цегли, архівольти арки облицьовано каменем. Міст призначено для руху автотранспорту і пішоходів. Тротуари відокремлені від проїзної частини залізобетонним бордюром. Поруччя металеві, закінчуються на підпорах кам'яним парапетом.